# Nick Hall (badminton)
Nick Hall (ur. 19 września 1970 roku) – badmintonista z Nowej Zelandii. Trzykrotnie zdobył brązowy medal w Igrzyskach Wspólnoty Narodów – w 1994 (gra pojedyncza), 1998 (gra podwójna) oraz 2002 roku (mikst). Był dwukrotnym zwycięzcą w New Zealand Open – w 1990 oraz 1997 roku (gra pojedyncza). Także na Auckland International zajął pierwsze miejsce w 1995 roku; czterokrotnie drugie miejsce w 1998 (gra pojedyncza i gra podwójna mężczyzn), 2000 (gra pojedyncza) oraz 2001 roku (mikst); raz trzecie miejsce w 2000 roku (gra podwójna mężczyzn). 